# Sven Reichardt
Sven Reichardt (* 30. Juni 1967 in Bremen) ist ein deutscher Historiker. Er hat seit 2011 die Professur für Zeitgeschichte an der Universität Konstanz inne.
Von 1988 bis 1995 studierte Reichardt Geschichtswissenschaft, Politologie, Psychologie und Italianistik an der Universität Hamburg und später an der Freien Universität Berlin. Von 1995 bis 2000 promovierte er über Faschistische Kampfbünde. Gewalt und Gemeinschaft im italienischen Squadrismus und in der deutschen SA an der Freien Universität Berlin. Er entwickelte einen explizit praxeologischen Faschismusbegriff. Die Doktorarbeit wurde in Fachkreisen sehr positiv aufgenommen; Stefan Breuer nannte die vergleichende Studie in der Neuen Zürcher Zeitung ein Meisterwerk, weil es ihr gelinge, den Faschismus als „politisches Phänomen sui generis“ zu betrachten. 2003 erhielt Reichardt den Publikumspreis für das „beste historische Buch“ im Jahr 2002 durch H-Soz-Kult.
Von 2003 bis 2011 lehrte und forschte Reichardt als Juniorprofessor für Zeitgeschichte an der Universität Konstanz. Von 2007 bis 2011 war er Fellow des Zukunftskollegs der Universität Konstanz sowie von 2007 bis 2009 Mitglied in dessen Vorstand. Zusätzlich war er Redakteur der Fachzeitschrift Sozial.Geschichte (2003–2007), ist seit 2003 Mitherausgeber des Jahrbuchs Beiträge zur Geschichte des Nationalsozialismus, seit 2006 Mitherausgeber der Buchreihe Italien in der Moderne und seit 2009 Mitherausgeber der sozialhistorischen Fachzeitschrift Geschichte und Gesellschaft. 2011 wurde er auf den Lehrstuhl für Zeitgeschichte an die Universität Konstanz berufen. 
Reichardts Forschungsschwerpunkte sind die Sozial- und Kulturgeschichte der Bundesrepublik, die Geschichte des europäischen Faschismus, Diktaturen im Vergleich, Geschichte der Gewalt im 19. und 20. Jahrhundert, Geschichte des Konzepts Zivilgesellschaft sowie Theorien und Methoden in der Geschichtswissenschaft.

## Schriften (Auswahl)
Monographien
- Faschistische Kampfbünde. Gewalt und Gemeinschaft im italienischen Squadrismus und in der deutschen SA. Böhlau, Köln/Weimar/Wien 2002. 2. durchgesehene Auflage 2009.
- mit Malte Zierenberg: Damals nach dem Krieg. Eine Geschichte Deutschlands 1945 bis 1949. München 2008.
- Authentizität und Gemeinschaft. Linksalternatives Leben in den siebziger und frühen achtziger Jahren. Suhrkamp, Berlin 2014, ISBN 978-3-518-29675-2.[4]

als Herausgeber
- Hrsg. mit Sebastian Conrad und Julia Eckert: Themenheft Reinheit und Gewalt der Zeitschrift Sociologus 51, 2001, Doppelheft 1/2.
- Hrsg. mit Ralph Jessen und Ansgar Klein: Zivilgesellschaft als Geschichte. Studien zum 19. und 20. Jahrhundert. Wiesbaden 2004.
- Hrsg. mit Armin Nolzen: Faschismus in Italien und Deutschland. Studien zu Transfer und Vergleich. Göttingen 2005.
- Hrsg. mit Arnd Bauerkämper und Dieter Gosewinkel: Themenheft Zivilgesellschaft der Zeitschrift Mittelweg 36 15, 2006, Heft 1.
- Hrsg. mit Detlef Siegfried: Das alternative Milieu. Antibürgerlicher Lebensstil und linke Politik in der Bundesrepublik Deutschland und Europa 1968–1983, Wallstein Verlag, Göttingen 2010.

Aufsätze
- Formen faschistischer Gewalt. Faschistische Kampfbünde in Deutschland und Italien nach dem Ersten Weltkrieg. Eine typologische Deutung ihrer Gewaltpropaganda während der Bewegungsphase des Faschismus. In: Sociologus, Band 51, Nr. 1/2, 2001, S. 55–88.
- Praxeologie und Faschismus. Gewalt und Gemeinschaft als Elemente eines praxeologischen Faschismusbegriffs. In: Karl H. Hörning, Julia Reuter (Hrsg.): Doing Culture. Neue Positionen zum Verhältnis von Kultur und Praxis. Bielefeld 2004, S. 129–153.
- Was mit dem Faschismus passiert ist. Ein Literaturbericht zur internationalen Faschismusforschung, Teil 1. In: Neue Politische Literatur 49, 2004, S. 385–406.
- „Wärme“ als Modus sozialen Verhaltens? Vorüberlegungen zu einer Kulturgeschichte des linksalternativen Milieus vom Ende der sechziger bis Anfang der achtziger Jahre. In: vorgänge 44, Heft 171/172, 2005, S. 175–187.
- Civil society. Note on the revival of a concept. In: Sven Eliaeson (Hrsg.): Building Democracy and Civil Society East of the Elbe. Essays in Honour of Edmund Mokrzycki. London/New York 2006, S. 17–28.
- Klaus Theweleits „Männerphantasien“ – ein Erfolgsbuch der 1970er-Jahre, In: Zeithistorische Forschungen/Studies in Contemporary History 3, Heft 3, 2006, S. 401–421 (Online-Ausgabe).
- Neue Wege der vergleichenden Faschismusforschung. In: Mittelweg 36 1/2007.